# Dolné Trhovište
Dolné Trhovište (in ungherese Alsóvásárd) è un comune della Slovacchia facente parte del distretto di Hlohovec, nella regione di Trnava.